# Achnatherum
Achnatherum é um género botânico pertencente à família Poaceae.
A. hymenoides é útil como uma fonte de alimento para os nativos americanos. A. brachychaetum é considerada como uma erva nociva.[carece de fontes?]

## Taxonomia
Várias espécies foram trocadas entre Achnatherum e o género Stipa; a taxonomia entre os dois géneros, estreitamente relacionados, é ainda incerta.
Trata-se de um género não reconhecido pelo sistema de classificação filogenética Angiosperm Phylogeny Website.
Apenas 1 espécie no género, A. arnowiae, é considerada válida pelo banco de dados The Plant List. O banco de dados Plants of the World Online reconhece 19 espécies válidas:
- A. brandisii (Mez) Z.L.Wu
- A. bromoides (L.) P.Beauv.
- A. calamagrostis (L.) P.Beauv.
- A. confusum (Litv.) Tzvelev
- A. haussknechtii (Boiss.) M.Nobis
- A. inebrians (Hance) Keng
- A. jacquemontii (Jaub. & Spach) P.C.Kuo & S.L.Lu
- A. mandavillei (Freitag) M.Nobis
- A. nakaii (Honda) Tateoka
- A. paradoxum (L.) Banfi, Galasso & Bartolucci
- A. parviflorum (Desf.) M.Nobis
- A. pekinense (Hance) Ohwi
- A. pelliotii (Danguy) Röser & Hamasha
- A. pilosum Z.S.Zhang & W.L.Chen
- A. pubicalyx (Ohwi) Keng f. ex P.C.Kuo
- A. sibiricum (L.) Keng ex Tzvelev
- A. staintonii (Bor) M.Nobis & P.D.Gudkova
- A. turcomanicum (Roshev.) Tzvelev
- A. virescens (Trin.) Banfi, Galasso & Bartolucci